# 西摩·克雷
西摩·罗杰·克雷（Seymour Roger Cray；1925年9月28日—1996年10月5日）是一位美国电气工程师和超级计算机架构师，设计了一系列高速计算机，并创立了制造此类计算机的克雷公司。他被誉为“超级计算之父”，开创了超级计算机行业。拉里·斯马尔说：克雷是“超级计算行业的托马斯·爱迪生”。

## 早年
克雷于1925年出生于威斯康星州奇珀瓦福尔斯，父母分别为西摩·R和莉莲·克雷。他的父亲是一名土木工程師，培养了克雷对科学和工程的兴趣，家里的地下室也成为了他的“实验室”。
克雷于1943年从奇珀瓦福尔斯高中毕业，之后被征召入伍，在第二次世界大战中担任无线电操作员。他曾在欧洲和太平洋战区服役，在曾在太平洋战区负责破解日本海军的密码。回到美国后，他在1949年获得了明尼苏达大学电气工程专业理学学士学位，1951年获得应用数学博士学位。

## 职业生涯
1951年，克雷加入明尼苏达州圣保罗的工程研究公司（Engineering Research Associates），该公司的前身是一个制造密码破解器的美国海军实验室。
克雷很快就成为数字计算机技术专家，设计了ERA 1103。1950年代初ERA被雷明頓蘭德公司和Sperry Corporation收购后，他继续在ERA工作，服务于其UNIVAC部门。

### 控制数据公司
克雷和威廉·诺里斯在1957年一起退出原公司，成立了控制数据公司。1960年，他完成了CDC 1604的设计，这是一款低成本ERA 1103，性价比很高，随后又开始着手研发CDC 1604的升级版CDC 3000以及CDC 6600。
尽管在硬件方面CDC 6600并不处于领先地位，但克雷仍努力试图让它尽可能快地运行。他意识到性能不能只依赖简单的处理器速度，I/O带宽也必须优化。
6600是第一台商用超级计算机，其性能远远优于当时可用的所有计算机。虽然价格昂贵，但对于那些有需求的人来说，市场上没有更好的选择。IBM也曾试图制造具有类似性能的机器（IBM 7030 Stretch），但遭遇了很大的阻碍。在6600中，克鲁解决了关键设计问题“不精确中断” ，而这一问题在很大程度上导致了IBM失败。之后的CDC 7600又将速度提高了五倍，
1963年，在发布CDC 6600时，克雷在《商业周刊》（Business Week）的一篇文章中清楚地表达了一个经常被误认为来自赫布·格劳希的想法，即所谓的格劳希法则：
计算机应该遵循一种平方律——当价格加倍时，速度应该至少是原先的四倍

#### CDC奇珀瓦瀑布实验室
在此期间，他发现自己的工作经常被一些中层管理人员打断——如把他介绍给潜在客户以提高公司销售额。克雷喜欢安静的、不被打扰的环境，因此决定搬到一个足够远的地方，以防止临时性的登门造访，而长途电话费也足以挡住大多数电话。同时，这里又不能太远，因为他还需要参加董事会并接见一些重要人物。经过一番辩论，诺里斯选择支持他，并在克雷的家乡奇珀瓦福尔斯建立了一个新实验室。此举的部分原因可能还与克雷对即将发生的核战争的担忧有关，他认为这使双子城安全受到威胁。他的房子距离新的CDC实验室几百码，有一个巨大的放射性落塵避難所。
新的实验室是在6600项目进行到中期时成立的。在6600 发售后，CDC 7600在奇珀瓦福尔斯开发。尽管6600和7600最终取得了巨大的成功，但这两个项目在设计时几乎让公司破产。8600也遇到了类似的困难，而另一个项目CDC STAR-100进展得更顺利，诺里斯决定在STAR交付之前不全力开发8600，这样STAR尽快交付后就有充足资金投入到8600中。克雷却不愿意，因此离开了公司。

### 克雷研究

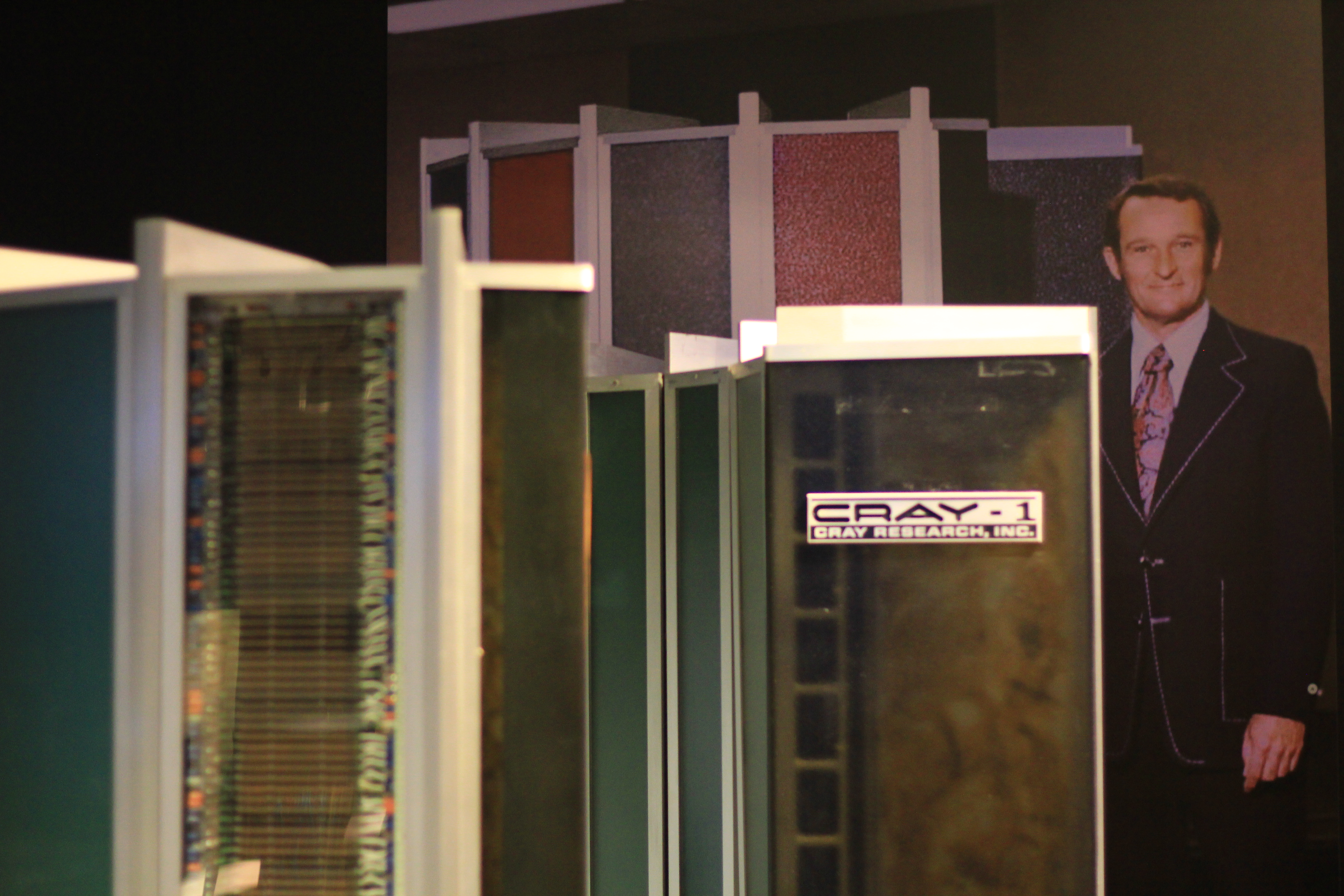
克雷和Cray-1

离开公司后，他和诺里斯的关系仍然很好。一年后，当克雷在奇珀瓦福尔斯的一个新实验室组建克雷研究时，诺里斯还投资了25万美元作为启动资金。
克雷的名气很快为他吸引到大量资金，公司第一款产品Cray-1于1976年发布，速度方面甚至击败了资金更充足的CDC 8600，横扫市场。Cray-1的第一台机器于1976年交给洛斯阿拉莫斯国家实验室，同年夏，又和美國國家大氣研究中心达成880万美元的合同。最终，公司共卖出80多台Cray-1，商业上取得了巨大成功，克雷也因超级计算机领域的创新赢得了“奇珀瓦福尔斯巫师”（The Wizard of Chippewa Falls）的绰号。 
之后，他又开发了Cray-2、Cray-3。他发现自己再次受到日常行政工作事务干扰。为了专注于研发，克雷于1980年辞任克雷研究CEO。1988年，他将Cray3项目从奇珀瓦福尔斯转移到科罗拉多斯普林斯的一个实验室。
1989年，当 Cray-3的研发开始遇到困难时，历史重演，公司管理层决定研发更稳妥的Cray Y-MP。

### 克雷计算机公司
克雷决定将科罗拉多斯普林斯实验室独立出来，成立克雷计算机公司（Cray Computer Corporation） ，继续研发Cray-3。但Cray-3是一次重大失败。为了把最新机器性能提高十倍，克雷决定使用砷化镓半导体制造机器，此前使用新型材料是他一直试图避免的。
研发团队最终于1993年5月24日向美国国家大气研究中心交付Cray-3。但这台机器本质上仍然只是一个原型机，还存在很多性能问题，而市场上已经有许多便宜的大规模并行处理机。克雷试图设计更快的Cray-4，但1995年Cray-3销售遇冷，公司资金耗尽，并于1995年3月24日申请破产保护。
克雷一直不喜欢大规模并行处理机，他有句名言：“如果你要耕一块地，你愿意用2头牛还是1024只鸡？”（If you were plowing a field, which would you rather use: two strong oxen or 1024 chickens?）。但他最终还是成立了SRC计算机公司（SRC Computers）开始研发他自己的大规模并行机。但研发刚开始时，他就因车祸离世。

## 个人生活
克雷喜欢滑雪、滑浪風帆、网球等运动。他不喜欢当公众人物，但有很多关于他的传说。比如他喜欢在家底下挖隧道，还将自己成功的秘诀归结为在挖隧道时“精灵的来访”（visits by elves）：“当我挖隧道时，精灵会带着问题的答案来找我。” 
传说，当管理层要求克雷为他的下一台机器提供详细的一年和五年计划时，他简单地写道：“五年目标：建造世界上最大的计算机。一年目标：上述五分之一。”还有一次，当给公司高管写报告时，克雷只写了两句话：“活动进展顺利，正如6月计划所述。与6月份的计划没有重大变化或偏差。 
他在1996年9月遭遇车祸，他的汽车在高速公路上被撞并多次翻滚，他于两周后的10月5日去世。 
IEEE计算机协学会的西摩·克雷计算机工程奖成立于1997年底，表彰体现克雷创新精神的高性能计算系统领域贡献。
克雷于1947年与青梅竹马凡尔纳·沃尔（Verene Voll）结婚，妻子是一名卫理公会牧师的女儿。凡尔纳和克雷的母亲一样是一名营养师。他们育有三个孩子，1978年左右离婚。他后来与格里· 赫伦德（Geri Harrand）结婚，并育有一子两女。